# Cronologia istoriei Statelor Unite ale Americii
Aceasta este o cronologie a istoriei Statelor Unite ce cuprinde importante schimbări legale și teritoriale, precum și evenimente politice, sociale și economice din Statele Unite și statele predecesoare. Pentru a citi despre contextul acestor evenimente, vedeți Istoria Statelor Unite.
Unele date de dinainte de 14 septembrie 1752, când guvernul britanic a adoptat calendarul gregorian, sunt date în concordanță cu stilului vechi.

## Secolul al XV-lea
| Data              | Eveniment                                                                                             | Imagine |
| ----------------- | --- | ------- |
| 19 noiembrie 1493 | Cristofor Columb descoperă Puerto Rico și îl numește San Juan Bautista după Sfântul Ioan Botezătorul. |         |

## Secolul al XVI-lea
| Data | Eveniment | Imagine |
| ---- | --- | ------- |
| 1524 | Giovanni da Verrazzano explorează coasta Atlanticului din Nordul Americii sub angajamentul francez.                                                |         |
| 1542 | Exploratorul spaniol Hernando de Soto descoperă Fluviul Mississippi, fiind o oportunitate pentru spanioli pentru a intra adânc în America de Nord. |         |
| 1565 | Amiralul spaniol Pedro Melendez DE Avila a fondat St. Augustine, Florida.                                                                          |         |
| 1570 | Confederația Iroquois-ilor a fost fondată. |         |
| 1587 | Exploratorul englez Sir Walter Raleigh a fondat colonia Roanoke.                                                                                   |         |
| 1590 | Colonia Roanoke a fost gasită pustie. |         |

## Secolul al XVII-lea
| Data              | Eveniment | Imagine |
| ----------------- | --- | ------- |
| 14 mai 1607       | John Smith a fondat așezarea Jamestown, Virginia                                                                |         |
| 1614              | Olanda și-a pretins teritoriile în Noua Olandă.                                                                 |         |
| 1619              | Sclavia a fost introdusă în Colonia Virginia.                                                                   |         |
| 1620              | Expediția Mayflower spre portul Plymouth                                                                        |         |
| 11 noiembrie 1620 | Înțelegerea Mayflower a fost semnată.                                                                           |         |
| 1625              | Noul Amsterdam a fost fondat                                                                                    |         |
| 1628              | Colonia Massachusetts a fost fondată.                                                                           |         |
| 1630              | Flota Winthrop a ajuns în colonia Massachusetts.                                                                |         |
| 1630              | Manorul de Rensselaerswyck a fost fondat                                                                        |         |
| 1634              | Provincia Maryland a fost fondată                                                                               |         |
| 1634              | Teologul Roger Williams a fost exclus din Colonia Massachusetts                                                 |         |
| 1635              | Colonia Connecticut a fost fondată de Thomas Hooker.                                                            |         |
| 1636              | Roger Williams a fondat Colonia Rhode Island și Provincia Plantațiilor.                                         |         |
| 1636              | Colegiul Harvard a fost fondat.                                                                                 |         |
| 1637              | Colonia New Haven a fost fondată.                                                                               |         |
| 1637              | Razboiul Pequot se încheie în Noua Anglie.                                                                      |         |
| 1638              | Colonia Delaware a fost fondată.                                                                                |         |
| 1638              | Noua Suedie a fost înființată.                                                                                  |         |
| 1639              | Acordul Fundamental al Coloniei New Heaven a fost semnat.                                                       |         |
| 1639              | Ordinele Fundamentale ale Connecticut au fost adoptate.                                                         |         |
| 1640              | Războaiele Francezo-Irocheze au escaladat spre conflict total.                                                  |         |
| 1643              | Confederația New England a fost creată.                                                                         |         |
| 1643              | Războiul Kieft începe în Noua Olandă.                                                                           |         |
| 1644              | Al treilea război Anglo–Powhatan începe.                                                                        |         |
| 1645              | Razboiul Kieft se încheie.                                                                                      |         |
| 1646              | Al treilea război Anglo-Powhatan se încheie.                                                                    |         |
| 1649              | Actul Toleranței Maryland a fost votat.                                                                         |         |
| 1649              | Execuția regelui englez Carol I Stuart marchează stabilirea Commonwealth.                                       |         |
| 1655              | Războiul Peach Tree                                                                                             |         |
| 1659              | Războaiele Esopus                                                                                               |         |
| 1660              | Commonwealth englez se încheie cu întronarea regelui Carol II                                                   |         |
| 1662              | Convenția Halfway a fost adoptată                                                                               |         |
| 1663              | Carol II fondează o nouă colonie - Provincia Carolina .                                                         |         |
| 1664              | Al doilea război anglo-olandez: Englezii cuceresc Noul Amsterdam.                                               |         |
| 1667              | Noua Olandă a fost cedată Angliei prin tratatul de la Breda.                                                    |         |
| 1669              | John Lederer al coloniei Virginia începe să exploreze Munții Apalași.                                           |         |
| 1670              | Orașul Charleston din Carolina de Sud a fost fondat.                                                            |         |
| 1670              | Expediția lui John Lederer se încheie.                                                                          |         |
| 1671              | Expediția Batts-Fallam sponsorizată de Abraham Wood traversează New River (din Virginia de vest).               |         |
| 1672              | Legile Albastre sunt adoptate în colonia Connecticut.                                                           |         |
| 1672              | Louis Jolliet și Jacques Marquette încep să exploreze colonia Illinois.                                         |         |
| 1673              | Expediția lui Louis Jolliet și Jacques Marquette se încheie.                                                    |         |
| 1674              | Noua Olandă a fost cedată definitiv Angliei prin Tratatul de la Westminster.                                    |         |
| 1675              | Războiului lui Philip începe în Noua Anglie.                                                                    |         |
| 1676              | Rebeliunea lui în Virginia.                                                                                     |         |
| 1677              | Provincia Maine a fost absorbită de colonia Massachusetts.                                                      |         |
| 1679              | Războiul dintre Provincia Carolina și Westo; Westo este anihilat.                                               |         |
| 1680              | Revolta Pueblo din Santa Fe de Nuevo México.                                                                    |         |
| 1682              | Provincia Pennsylvania a fost fondată de William Penn.                                                          |         |
| 1682              | René-Robert Cavelier, Sieur de La Salle a călătorit de-a lungul Fluviului Mississippi până la gura de vărsare   |         |
| 1685              | Carol al II-lea moare. A fost succedat de Iacob al II-lea                                                       |         |
| 1686              | Dominionul New England a fost stabilit.                                                                         |         |
| 1687              | Indienii Yamasee din Florida Spaniola se mută în Carolina                                                       |         |
| 1688              | Revoluția Glorioasă: regele Iacob al II-lea a fost deposedat din funcție de Maria a II-a și Wilhelm al III-lea. |         |
| 1689              | Guvernatorul Dominionului Noua Anglie a fost demis, se încheie regimul dominionului.                            |         |
| 1689              | Războiul lui William.                                                                                           |         |
| 1690              | Masacrul de la Schenectady                                                                                      |         |
| 1692              | Procesele vrăjitoarelor din Massachusetts Bay.                                                                  |         |
| 1697              | Războiul Marilor Alianțe se încheie prin tratatul de la Ryswick .                                               |         |
| 1698              | Pensacola, Florida a fost stabilit de spanioli                                                                  |         |
| 1699              | Biloxi a fost fondat de Pierre Le Moyne d'Iberville.                                                            |         |

## Secolul al XVIII-lea
| Data          | Eveniment | Imagine |
| ------------- | --- | ------- |
| 8 martie 1702 | William al III-lea al Angliei moare și este succedat de Regina Anna                                                                                                |         |
|               | Războiul Reginei Anna. |         |
|               | East Jersey și West Jersey devin colonii. |         |
| 1715          | Războiul Yamasee din Carolina |         |
| 1727          | George I moare și este succedat de George al II-lea. |         |
| 1729          | Proprietarii Carolinei o vând coroanei britanice . |         |
| 1732          | First Great Awakening. |         |
| 1749          | Provincia Georgia interzice sclavia. |         |
| 1752          | Benjamin Franklin desfășoară experimentul cu zmeul. |         |
| 1754          | Războiul Franco-Indian |         |
|               | Albany Congress |         |
| 1758          | Tratatul de la Edison este semnat |         |
| 1760          | Pierre de Rigaud, guvernatorul Noii Anglii, semnează Articolele capitularii de la Montreal, cedând Ohio și Illinois și Canada Imperiului Britanic.                 |         |
| 25 octombrie  | George al II-lea moare și este succedat de George al III-lea |         |
| 1763          | Rebeliunea Pontiac |         |
| 10 februarie  | Tratatul de la Paris: Franța cedează teritorii Marii Britanii și Lousiana Spaniei. Războiul Franco-Indian se încheie.                                              |         |
| 7 octombrie   | George al III-lea promulgă Proclamația Regală, stabilind administrația regală asupra coloniilor câștigate la Tratatul de la Paris și stabilește limita vestică.    |         |
| 1764          | Legea Zahărului trece în Parlamentul Englez. |         |
| 1 septembrie  | Marea Britanie emite legea valutară, interzicându-le coloniilor să fabrice bancnote                                                                                |         |
| 1765          | Britanicii emit Stamp Act, crescând taxele coloniilor pentru a menține trupele britanice în colonii.                                                               |         |
| 24 martie     | Marea Britanie emite Legea Sferturilor, prin care obligă cele 13 colonii să le asigure adăpost, hrană și alte provizii trupelor britanice.                         |         |
| 29 mai        | Colonia Virginia a adoptat Virginia Resolves-Virginia ar putea fi impozitată numai de către o adunare la care au reprezentanți aleși.                              |         |
| 19 octombrie  | Stamp Act Congress: Congresul a nouă colonii a adoptat Declarația Drepturilor și Plângerilor, petiționând Parlamentul Britanic și regele datorită legii Stamp Act. |         |
| 1766          | Rebelinea Pontiac se încheie. |         |
| 18 martie     | Parlamentul Britanic a retras Stamp Act și a promulgat Actul Declaratoriu                                                                                          |         |
| 21 mai        | Polul Libertății a fost ridicat în New York City în celebrarea retragerii Stamp Act.                                                                               |         |
| 1767          | Parlamentul Britanic l-a suspendat pe guvernatorul New Yorkului pentru eșecul aplicării legii Sferturilor.                                                         |         |
| 29 iunie      | Actele Townshend trec de Parlamentul englez, impunându-le coloniilor cât mai multe datorii                                                                         |         |
| decembrie     | To the Betrayed Inhabitants of the City and Colony of New York a fost publicat de "Fii Libertății".                                                                |         |
| 1770          | Bătălia de la Golden Hill |         |
| 28 ianuarie   | Frederick North, Lord North a fost numit premier britanic |         |
| 5 martie      | Masacrul de la Boston |         |

## Secolul al XIX-lea
Secolul al XIX-lea este o perioadă din istoria omenirii caracterizată prin importante fenomene politice, ideologice și culturale. În timp ce portughezii, spaniolii și Sfântul Imperiu Roman se prăbușeau, Imperiul Britanic, cel German și America au cunoscut o dezvoltare rapidă. Conflictele militare au răvășit Europa, dar au și încurajat cercetarea științifică și explorarea.După războaiele napoleoniene, Marea Britanie a devenit cea mai importantă putere mondială, controlând un sfert din populația globului și o treime din suprafața teritoriilor de pe uscat. “Pax Britanica” a condus la un comerț mai eficient și a diminuat pirateria. Secolul al XIX-lea a fost o perioadă a inovației și a descoperirilor, cu rezultate notabile în matematică, fizică, chimie, biologie, electricitate și metalurgie, ce au constituit baza evoluției tehnologice din secolul XX. De asemenea, a început Revoluția Tehnologică în Europa și Era Victoriană, ce a fost cunoscută pentru angajarea copiilor în fabrici și mine.
Sclavia a fost redusă considerabil pe glob: Urmând o revoltă încheiată cu succes a sclavilor din Haiti, Marea Britanie a obligat pirații conduși de Barbarossa să oprească răpirile și transformarea europenilor în sclavi, punând astfel capăt comerțului global cu oameni. Marea Britanie a abolit sclavia în 1843. Cel de-al 13-lea amendament al Americii ce a urmat războiului civil a pus capăt sclaviei în 1865. În Brazilia sclavia a fost abolită în 1888. Similar, iobăgia a luat sfârșit în Rusia.